# Morter mossàrab
El morter mossàrab és una peça de bronze del segle xii que prové del castell de Monzón de Campos (Palència) i pertanyia a Eduardo Jalón Larragoiti, marquès de Castrofuerte. El 1911, Eduardo donarà la peça a la Biblioteca Museu Víctor Balaguer, on es troba actualment. Aquest morter s'exposava al castell de Monzón de Campos, juntament amb un aiguamans en forma de lleó també de bronze i d'estil mossàrab, com el morter. Aquest aiguamans havia estat propietat de Marià Fortuny i actualment es troba al Museu del Louvre. Aquestes dues peces, es consideren obres mestres dins la metal·lúrgia del segle xii, sobretot de l'art mossàrab.

## Història de l'objecte

### Descoberta

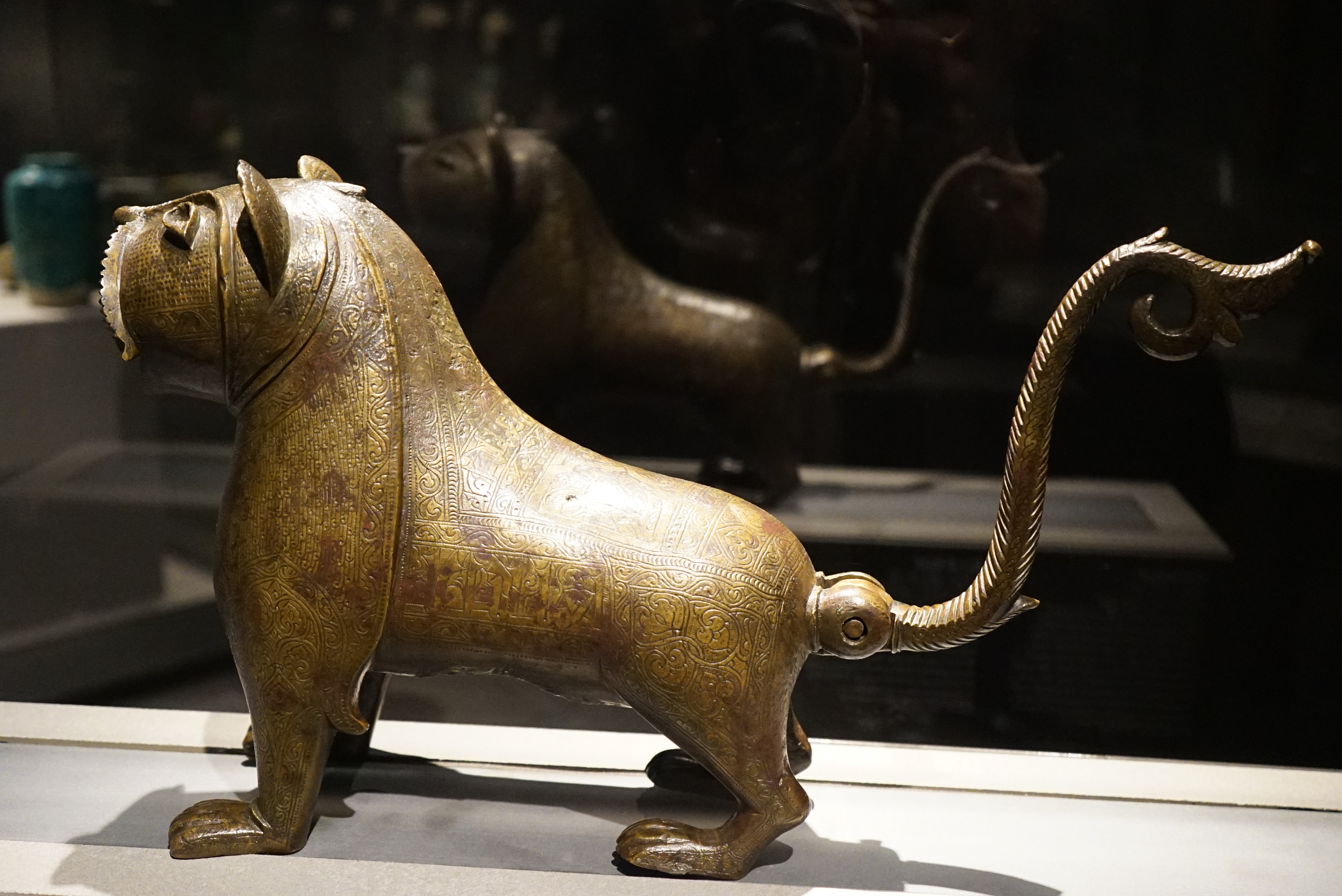
Lleó de Monzón: el lleó porta una inscripció de salutació al propietari: Baraka kamila / Ni ‘ma shamila ('Benedicció perfecta / felicitat completa'). Conservat al Museu del Louvre.

Aquest morter fou descobert a mitjan segle xix al castell àrab de Monzón de Campos. Aquest castell formava part dels béns del títol dels marquesos de Castrofuerte; per això, és normal que el morter propietat d'aquesta família fos trobat al castell.
Es descobrí el morter juntament amb un aiguamans amb cos de lleó. En les dues peces, s'hi representen relleus epigràfics similars dirigits al propietari. Les dues obres probablement són de la mateixa època i són, sens dubte, d'un mateix taller de fabricació.
El primer que va escriure sobre aquest morter va ser una persona que signà un article amb les inicials P. de G. el 1865 en la revista El Arte en España. L'article es titulava: Almirez árabe hallado en Monzón. Tanmateix, aquest article no revelava gaire coses sobre la troballa, l'únic que deia és que el morter es trobà juntament amb una altra peça de bronze en forma de lleó i que el marquès de Castrofuerte es quedà amb el morter.
L'any 1912, una publicació de la revista Museum comentava que el morter que Eduardo Jalón, marquès de Castrofuerte i Castrofalle, havia donat a la Biblioteca Museu Balaguer havia estat trobat concretament en una masmorra del castell de Monzón de Campos, i feia referència també a l'aiguamans en forma de lleó que hi ha al Museu del Louvre.

### Llegat
Quan es descobrí el morter, el primer propietari va ser Miquel Jalón, marquès de Castrofuerte i Castrofalle, germà d'Eduardo Jalón. Per herència, el morter passà a Eduardo Jalón, XIII marquès de Castrofuerte i Castrofalle, que va fer la donació del morter a la Biblioteca Museu Víctor Balaguer a principis de l'any 1911.
El Diario de Villanueva publicà un escrit el 8 de gener del 1911 en què s'esmenta la donació que fa el marquès Eduardo Jalón del morter al museu. Citat textualment, aquest escrit deia el següent:
"El Excmo Sr. Marqués de Castrofuerte ha regalado al Instituto Balaguer, con destino al Museu, un objeto de gran valor artístico i arqueológico, digno de figurar en el Museu Arqueológico Nacional. Consiste el donativo del Sr. Eduardo Jalón en un precioso y monumental almirez de bronce y prolijamente decorado al cincel, con inscripciones árabes en caracteres cúficos y medallones con arabescos y fauna, sumamente característicos. Procede dicho objeto de arte de las colecciones particulares del Marquesado de Castrofuerte del castillo de Monzón (Palencia). Dentro de poco será expuesto al público el espléndido regalo del ilustre prócer que antes de tomar posesesión de su cargo de la Junta Directiva de la Biblioteca Balaguer se ha hecho preceder de un donativo regio".
Després de la donació al museu, el morter va estar exposat al castell de la Geltrú, que era una extensió del museu Balaguer. Actualment, sí que es troba a la Biblioteca Museu Víctor Balaguer.

## Descripció
Es tracta d'una peça cilíndrica de bronze d'uns 31 kg. Mesura 19 cm d'alçada, 32 cm d'amplada màxima i 19 cm d'amplada de la boca. Les parets tenen un gruix de 3 cm i el diàmetre de les dues argolles mòbils és de 84 mm.
El cos del morter està envoltat per deu peces en forma de tascó, cisellades i disposades alternativament contraposant les bases. Disposa de dues nanses decorades amb un cap d'animal. Les argolles van penjades del coll de l'animal. Diversos autors han interpretat que podrien ser caps de gos, de llop o de lleó. Alguns autors han afirmat que són caps de lleó, possiblement per la semblança que tenen amb el cap de lleó trobat també a Monzón. A més, està decorat amb fulles, lleons, llebres, paons en parelles ubicats dins cercles.
El morter està realitzat amb la tècnica de la cera perduda i està decorat amb la tècnica del gravat al burí, amb garlandes de fulles per tota la superfície. La faixa de la base del morter està ornamentada amb una sanefa amb cercles entrellaçats, que inscriuen de manera alternada llebres i ocells. A la banda superior, trobem una inscripció d'una llegenda de lloança repetida dos cops i dedicada al posseïdor del morter en escriptura cúfica, que traduïda diu: "Benedicció completa, i felicitat sempre creixent, i prosperitat de tot gènere i posició social elevada i venturosa per al seu amo".
El morter no porta la data de cisellat i tampoc el nom de l'artífex que el motllurà. Malgrat que no es disposi d'aquestes dates, seguint el disseny, els arabescs, les figures decoratives i, sobretot, els caràcters emprats en la inscripció, els especialistes en bronzes àrabs han pogut situar aquesta peça dins l'art mossàrab del segle xi o XII. S'ha de tenir en compte, però, que aquestes lletres de caràcter cúfic es perllongaren fins al segle xiv.
El morter es troba en bon estat de conservació gràcies al material amb què està fet, ja que el bronze és un material molt resistent. L'única intervenció de conservació que se li ha fet va ser una neteja superficial al gener del 2005.
Els morters solen anar acompanyats d'una mà que, en aquest cas, no se sap si en va arribar a tenir o està perduda.

### Ús en el món farmacèutic
El morter era el símbol per excel·lència de la farmàcia i del farmacèutic. S'utilitzaven per a triturar ingredients mèdics, fer solucions o emulsions. Va ser un instrument bàsic en els laboratoris de farmàcia. El morter va acompanyat d'una mà que es fa servir per a picar o remenar el material.
Segons l'article de Pascual de Gayangos, aquest morter estaria dins la categoria de morters de farmàcia pel material amb què està fet i pels motius que l'adornen; però, possiblement, aquest morter no hagués estat utilitzat per a aquest fi, sinó que hauria estat una peça ornamental.

## Exposicions
El morter ha estat en diferents exposicions com:
- Diseño-España. Europalia. Brussel·les (Bèlgica), 1985.
- El Arte Hispano-Musulmán. Instituto de Cultura Islámica, església de San Pedro Mártir de Toledo, Toledo (Espanya). Abril - maig, 1987.
- Arte y culturas de Al-Andalus. El poder de la Alhambra. Palau de Carles V, Conjunto Monumental de la Alhambra y el Generalife, Granada (Espanya). Desembre, 2013 - març, 2014.